# Bahnhof Tittmoning

Der Bahnhof Tittmoning war eine Betriebsstelle der heute stillgelegten Bahnstrecke Wiesmühl–Tittmoning auf dem Gebiet der oberbayerischen Stadt Tittmoning.

## Geschichte
Der Bahnhof wurde von den Königlich Bayerischen Staats-Eisenbahnen außerhalb der Altstadt vor dem Salzburger Tor errichtet und ging mit der Eröffnung der Lokalbahn Freilassing–Tittmoning am 1. Mai 1894 in Betrieb.
1969 wurde der Personenverkehr eingestellt, 1981 auch der Güterverkehr. Dieser bediente zuletzt nur noch ein unmittelbar angrenzendes Stahlbauunternehmen mit unregelmäßigen Fahrten.
Schon 1979 hatte die Deutsche Bundesbahn das Empfangsgebäude veräußert. Als der Bahnhof noch bedient wurde, befanden sich im Erdgeschoss die Vereinsräume des Modelleisenbahnclub-Salzachtal-Tittmoning e.V. Nach der Veräußerung des Bahnhofes durch die Deutsche Bundesbahn, zog schließlich auch der Verein dort aus und fand im Haus des Gastes der Stadt Tittmoning eine neue Bleibe. Das Gebäude wird heute als Wohngebäude genutzt. Es steht unter Denkmalschutz.

## Hochbauten und Anlagen
Das Empfangsgebäude aus dem Jahr 1894 ist ein zweigeschossiger Bau aus unverputztem Bruchsteinmauerwerk. Nach oben schließt er mit einem Krüppelwalmdach ab. Zugehörig ist ein erdgeschossiger Güterschuppen mit Satteldach, ebenfalls aus unverputztem Bruchsteinmauerwerk. Zur östlichen Seite hin befand sich die Bahnhofsgaststätte. Dieses Gebäude existiert auch heute noch. Der Lokschuppen und die Betriebsgebäude wurden abgerissen.
Im Anbau des Lokschuppen befand sich die Dienstwohnung des Lokführers.
Die Bahnhofsanlagen selbst wiesen sechs Weichen auf. Eine davon eine Doppelkreuzungsweiche. Aus- oder Einfahrtssignale existierten nicht. Hingegen aber zwei Überladekräne sowie drei Laderampen.

## Galerie

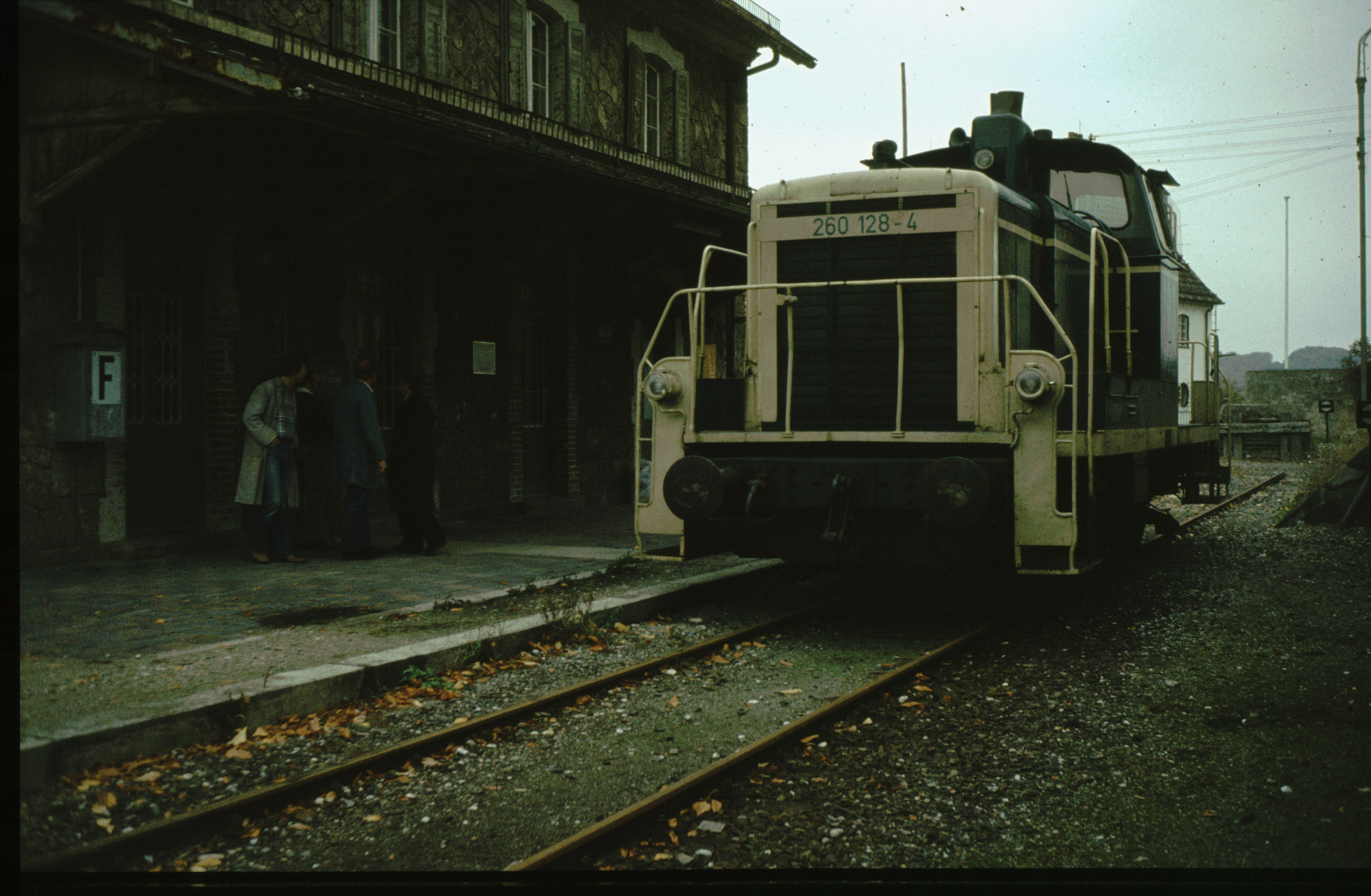
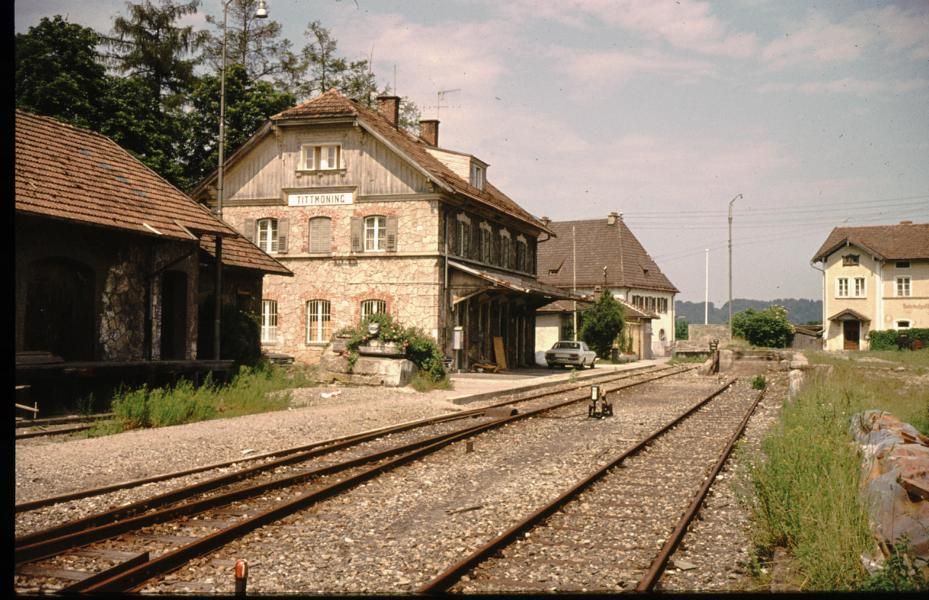
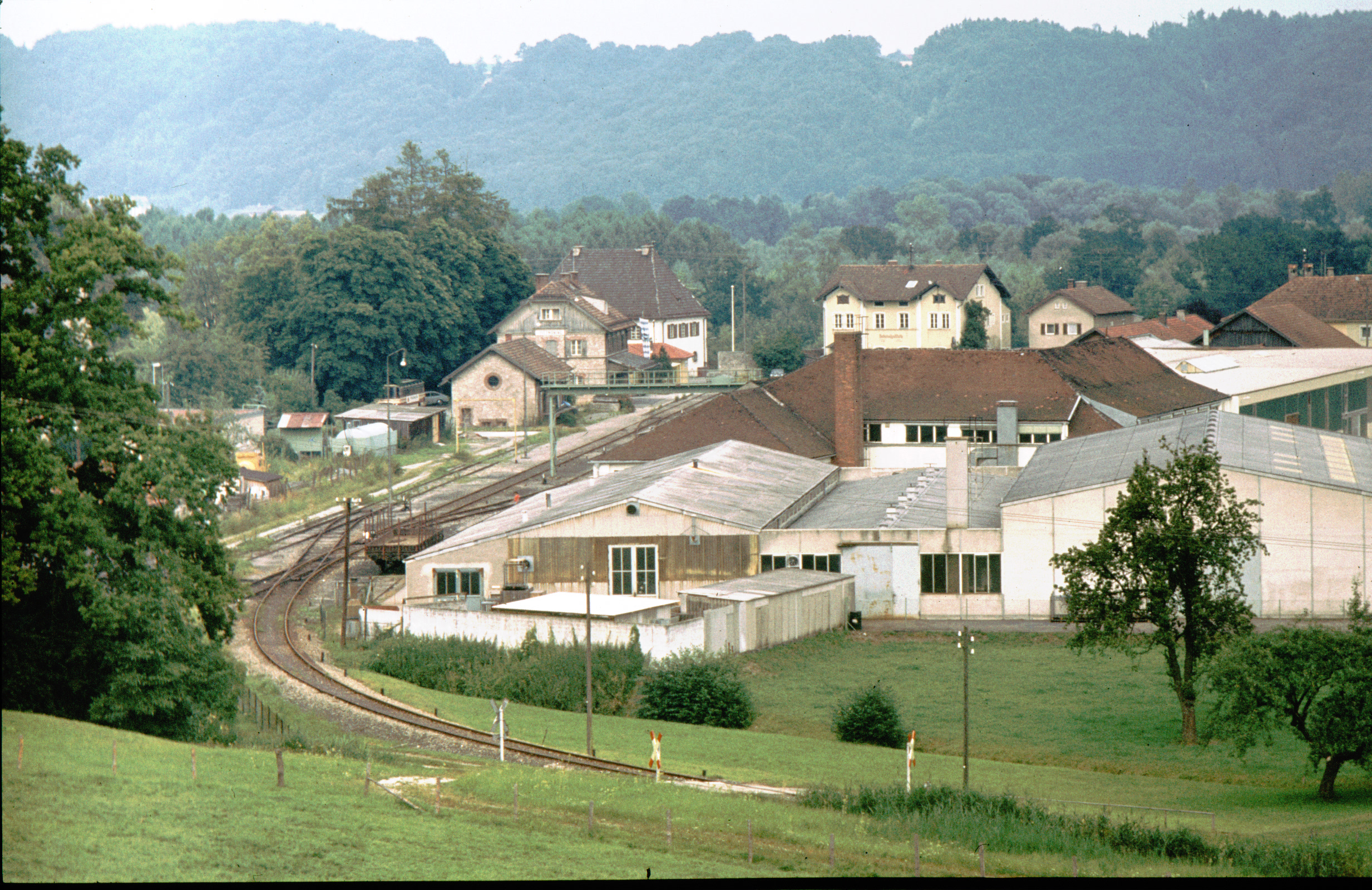
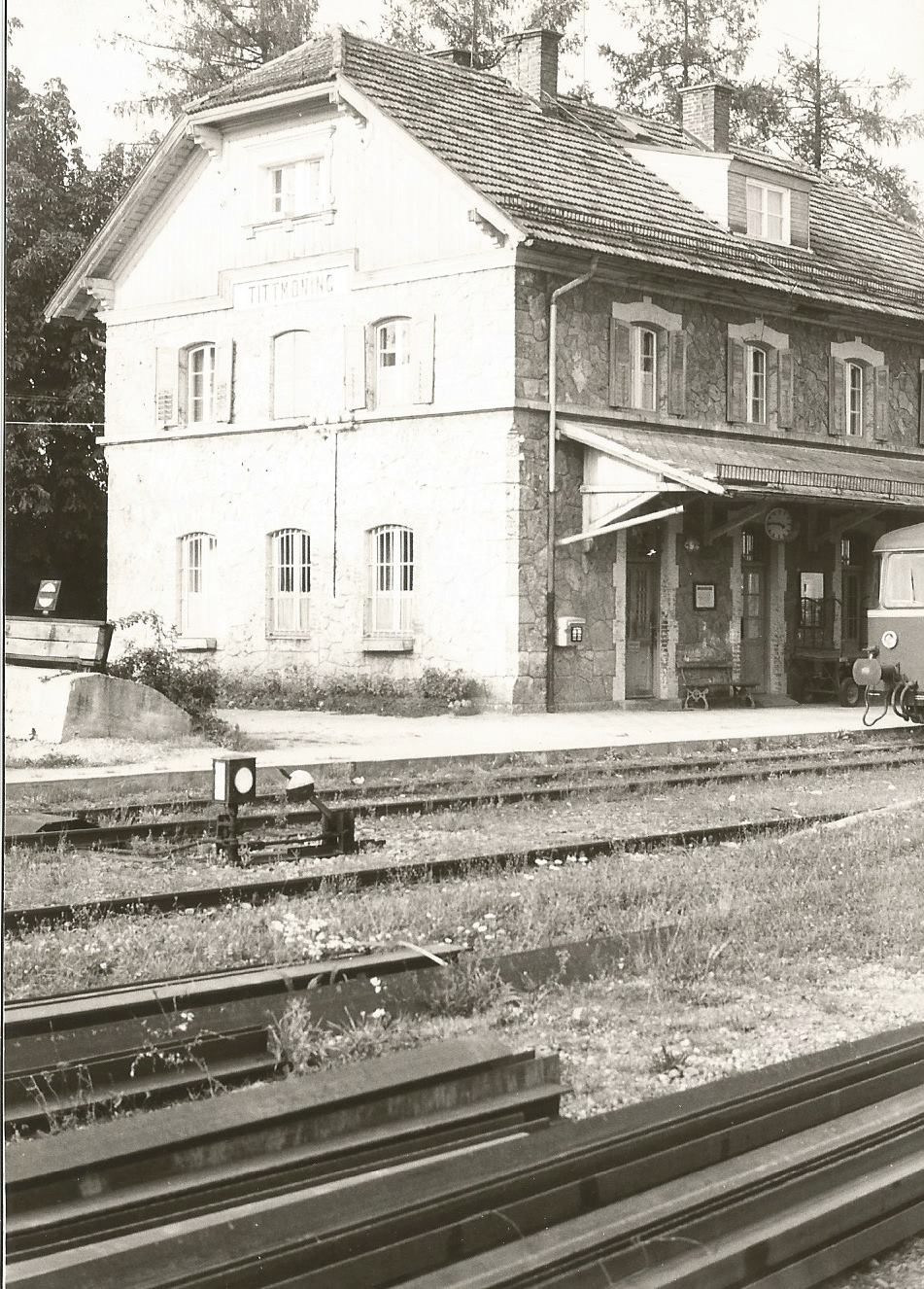
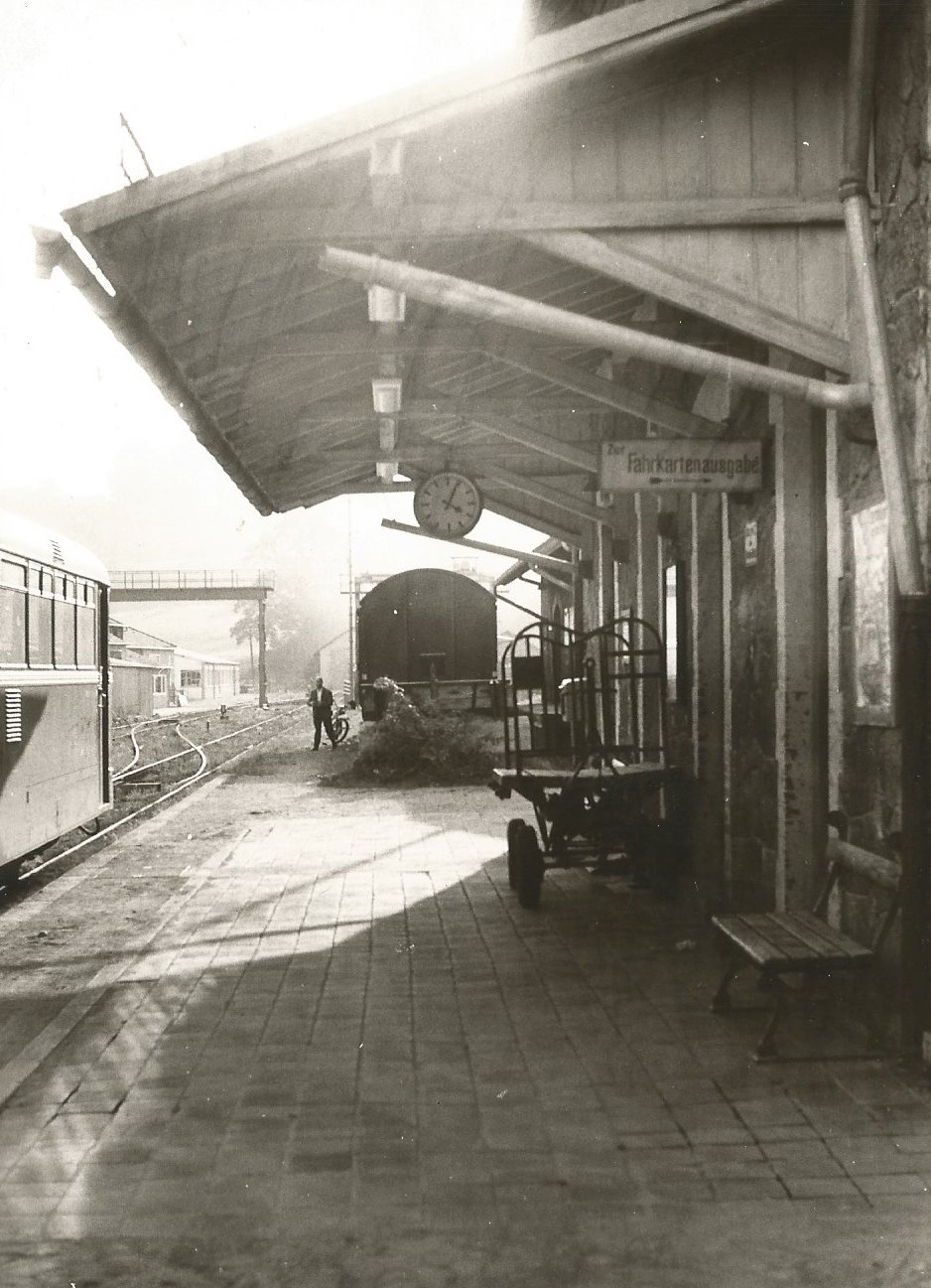